# Periferic
Periferic (en anglès Outbound) és una pel·lícula romanesa dirigida per Bogdan George Apetri i estrenada el 2010 al Festival Internacional de Cinema de Locarno.

## Argument
Un drama sobre una dona en llibertat provisional després de dos anys de presó, que sembla capaç de superar-ho tot per la llibertat, llevat dels seus errors passats.

## Repartiment
- Ana Ularu - Matilda Lazăr
- Andi Vasluianu - Andrei
- Ioana Flora - Lavinia
- Ion Sapdaru - Virgil
- Mimi Brănescu  - Paul
- Timotei Duma - Toma
- Ingrid Bișu - Selena
- Cristian Olescher - Daniel
- Damian Oancea – Cezar

## Premis i distincions
- Millor pel·lícula al Festival Internacional de Cinema de Vilnius 2011
- Golden Alexander al Festival Internacional de Cinema de Tessalònica 2010[4]
- Millor opera prima al Festival Internacional de Cinema de Transsilvània[5]
- Premi Fipresci al Festival Internacional de Cinema de Viena[6]
- Menció especial al Festival Internacional de Cinema de Varsòvia[7]
- Gran Premi del Jurat al Festival Internacional de Cinema d'Annonay 2013